# Pisón (instrumento)

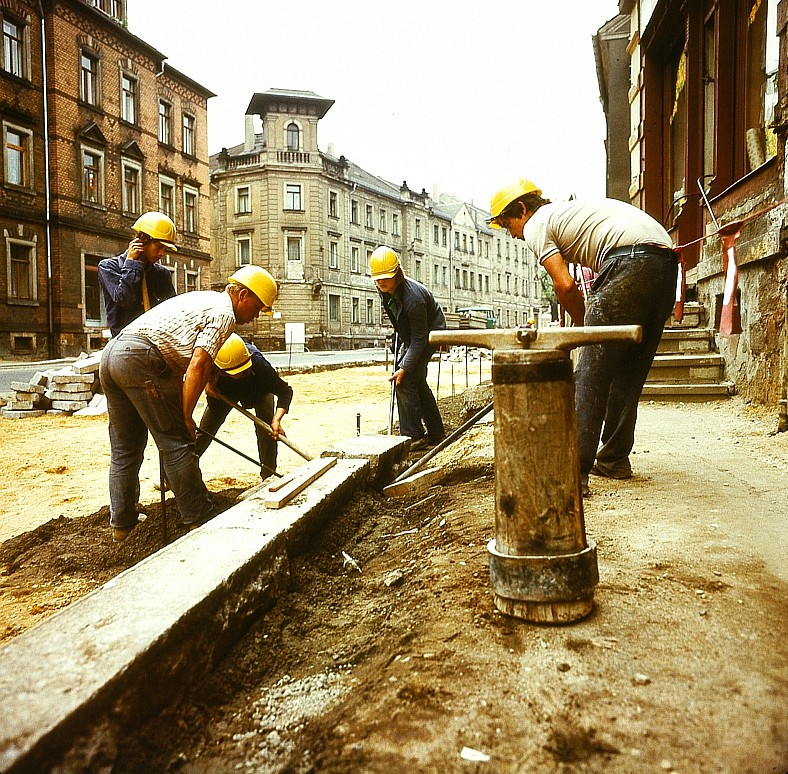
Un pisón en primer plano

Se llama pisón a un instrumento compuesto por un pedazo de madera en forma de cono truncado que se utiliza para compactar empedrados. 
Tiene un diámetro en su base de unos 30 cm. y se va estrechando en la parte superior. Consta con un mango clavado perpendicularmente con el que se maneja. El pisón que se usa para macizar un terreno tiene su remate en lomo. 